# Lynx (КШМ)

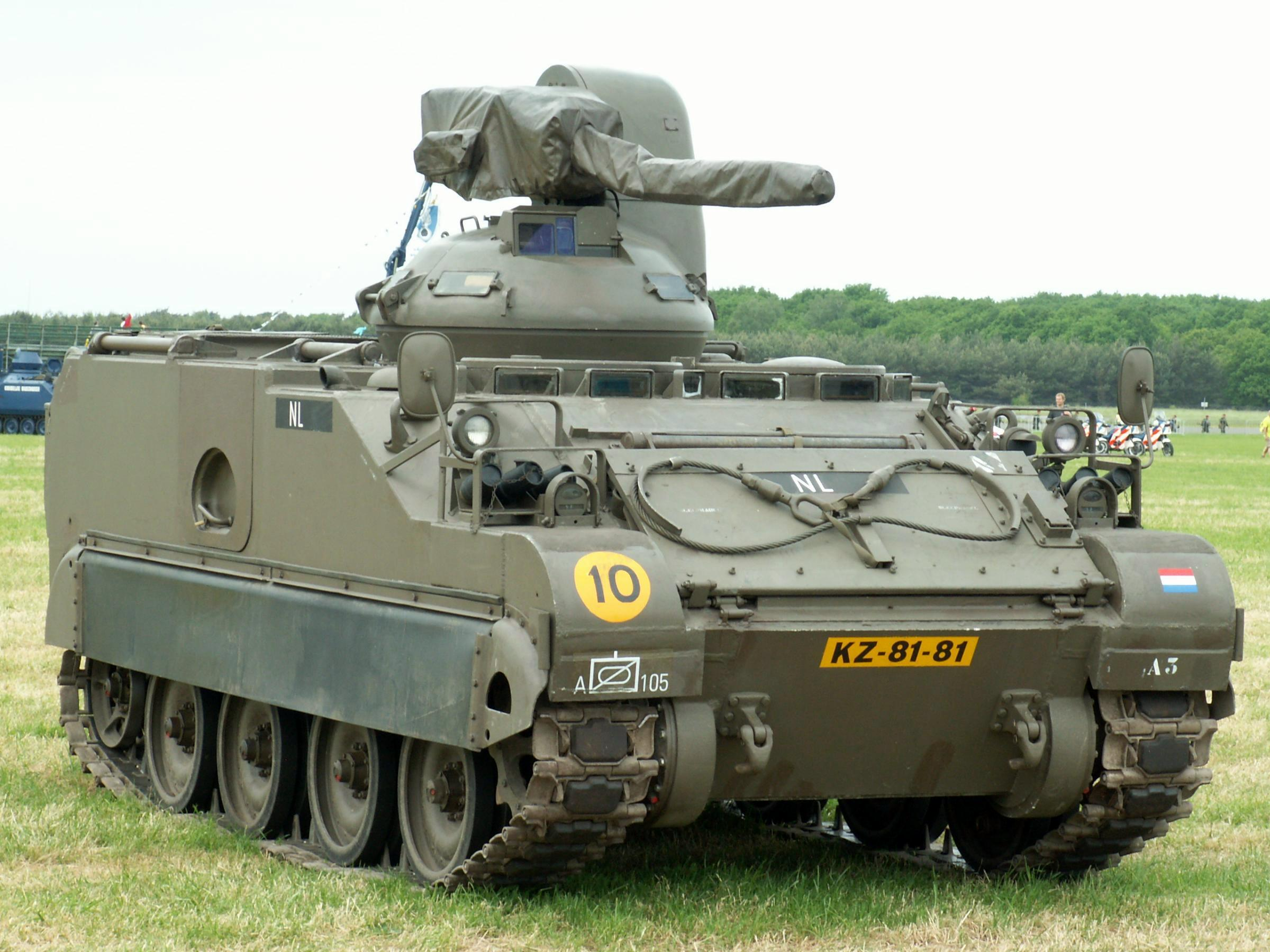
Голландська модифікація «Линкс» YPR-765

«Линкс» (англ. Lynx) — гусенична командно-штабна та бойова розвідувальна машини американського виробництва, що перебували на озброєнні Королівських армій Нідерландів, Бахрейну, а також армій Канади і Чилі. Розроблений в ініціативному порядку компанією Food Machinery Corporation на основі бронетранспортера M113.

## Історія
«Линкс», командно-штабна та розвідувальна машина була розроблена в ініціативному порядку тодішньою корпорацією Food Machinery Corporation (сьогодні відома як United Defense LP), а перший прототип був завершений у 1963 році.
Бронетранспортер має багато спільних компонентів з бронетранспортером M113A1, але він набагато нижчий, має двигун ззаду, а не спереду, і має на одне колесо менше з кожного боку. Цей зразок бронетехніки купили дві країни, Канада та Нідерланди.
Канада, яка придбала цей транспортний засіб, надала йому назву «Линкс» (англ. Lynx — рись), і перший із 174 бронетранспортерів був виготовлений у травні 1968 року. Королівська армія Нідерландів замовила 250 одиниць, перший з яких був завершений у вересні 1966 року, і вони далі назву цьому зразку броньованої техніки M113 C&V.
Наприкінці 1997 року канадські машини були замінені новітнім зразком бронетехніки LAV-25, виробництва канадської компанії General Motors Diesel, створеного на базі швейцарського бронетранспортера MOWAG Piranha I 8×8. Lynx були виведені в резерв для подальшої утилізації.
Голландська версія «Линкс» на відміну від канадського зразка має водія спереду ліворуч, радиста/кулеметника 7,62-мм кулемету спереду справа та кулеметну башточку з кулеметом калібру 12,7-мм. У 1970-х роках важкий кулемет був замінений баштою Oerlikon-Bührle GBD-ADA з 25-мм гарматою KBA. Пізніше голландські бронетранспортери були експортовані до Бахрейну. У Королівській армії Нідерландів ці бронетранспортери замінили на розвідувальний автомобіль LSV власного виробництва компанії SP aerospace and vehicle systems (раніше DAF Special Products) LVB (4x4), який також використовуватиметься німецькою армією під назвою Fennek.

## Країни-оператори
- Бахрейн: Королівська армія Бахрейну
- Канада: Канадська армія (списані, замінені на БРМ Coyote)
- Чилі: Сухопутні війська Чилі
- Іран: Сухопутні війська Ірану
- Нідерланди: Королівська армія Нідерландів (списані) у 1990-х роках
- Велика Британія: Британська армія